# GNU MPFR
GNU MPRF (GNU Multiple Precision Floating-Point Reliably) è una libreria libera in C per il calcolo di numeri in virgola mobile con arrotondamento corretto. Basato sul progetto GNU GMP, il codice sorgente è distribuito sotto GNU Lesser General Public License.
È inclusa in numerosi software, tra cui GCC, GNOME Calculator, Maple e GNU Octave, e sono disponibili numerose interfacce per C++, Perl, Python, Ruby e Java.